# Helt
 For alternative betydninger, se Helt (flertydig). (Se også artikler, som begynder med Helt)
 "Hero" omdirigeres hertil. For andre betydninger af Hero, se Hero (flertydig).
En helt (og heltinde) er en person, der har udøvet en heroisk handling, som at sætte livet på spil for at redde andre. En hero var i græsk mytologi en helt, der takket være sine gerninger vandt en plads blandt Olympens guder. Dertil har man kulturheltene, der hjalp menneskeheden til at forbedre sine kår, såsom Prometheus, der stjal ilden fra guderne og skænkede den til menneskene; og Herakles, der udryddede vilde dyr, der var en trussel mod befolkningen.

## Etymologi
Det græske ord ἥρως (hḗrōs, hero) betyder "helt" eller "herre", og har sandsynligvis sin oprindelse fra sanskrit *ser, som betyder "at beskytte". Deraf gudinden Heras navn. Hos Homer viser ordet til alle krigere, der deltog i kampene om Troja. Men også idrætsudøvere, generaler, politikere og lovgivere kunne dyrkes som helte og halvt guddommelige skabninger. Denne kultus aftog imidlertid i takt med de demokratiserende samfundsbevægelser, der skød fart i det græske kulturområde i 500-tallet f.Kr.
Man mener også at guddomme, der på grund af en svækkelse af deres kult blev regnet for mindre end de øvrige guder, blev degraderet til hero. Således dækkede begrebet flere forskellige typer af heroer. Gamle svækkede guddomme, mytiske konger og andre, der sås som stamfædre til de græske bystater; fremtrædende borgere, hvis liv eller død man forbandt noget heroisk ved, og almindelig familiekult. Selve dyrkelsen var ens for dem alle, nemlig ofringer ved gravene. Det sted, hvor en hero var død, var således af betydning for, hvor han blev dyrket.
Artemistemplet i Efesos blev stukket i brand i 356 f.Kr., af Herostratos i forsøget på at blive berømt, deraf udtrykket herostratisk berømmelse.
Den hedenske dyrkelse af heroerne smeltede senere sammen med den kristne ærbødighed for martyrerne.
Diacetylmorfin blev opfundet i 1874, men da medicinalfirmaet Bayer lancerede det som en hostemedicin i 1895, var det under navnet "Heroin", fordi indtag af medicinen ganske uventet fremkaldte en uforfærdet, "heroisk" opførsel hos soldater. Efterhånden opdagede man, at diacetylmorfin i virkeligheden er et stærkt vanedannende rusmiddel.

## Antikkens helte
I græsk mytologi er heltene specielt begunstigede af guderne, men ikke udødelige. Mest kendt er Odysseus, Akhilles og Herakles.
En af Spartas generaler, Brasidas, sørgede for, at spartanerne beholdt kontrollen over Amfipolis under slaget om byen i 422 f.Kr., hvor han selv blev dræbt. Han blev dyrket som helt i Amfipolis efter sin død, og fejret med årlige lege og ofringer. General Lysandros, også fra Sparta, blev efter sin død i 395 f.Kr dyrket som en gud i flere bystater, og Samos kaldte sin Hera-festival Lysandreia.
Så godt gik det ikke for en tredje spartansk krigshelt, Pausanias, der førte den græske hær til sejr over persernes general Mardonius under slaget ved Plataiai i 479 f.Kr. Han frigav persiske tjenestemænd og slægtninge af Xerxes 1., og sendte dem til kongen med et brev, som tilbød Xerxes både Sparta og resten af Grækenland, hvis han selv måtte gifte sig med kongens datter. Til sidst blev han kaldt hjem til Sparta under mistanke om forræderi, men søgte tilflugt i et tempel. Eforerne satte imidlertid vogtere foran dørene, og da Pausanias til sidst vaklede ud af templet, var han så afkræftet af sult, at han faldt død om.
I Athen fik den klassiske heltedyrkelse et sidste opsving efter slaget ved Marathon i 490 f.Kr., men allerede det følgende år blev sejrherren og helten Miltiades tiltalt for forræderi og idømt en drakonisk bøde på 50 talenter. Det kunne han naturligvis ikke betale, og han blev sat i fængsel, hvor han snart døde af koldbrand. Den anden store helt fra perserkrigene, Athens ypperste politiker, Themistokles, blev ostrakiseret og gik i eksil på Argos, men dernæst mistænkt for forræderi, og så sig tvunget til at søge tilflugt hos kong Artaxerxes 1. I persisk tjeneste blev han guvernør i Magnesia ved Mæander frem til sin død i 459 f.Kr.

## Helte i nyere tid
Superhelte spiller også en vigtig rolle i moderne kultur. Ifølge filosoffen Carsten Fogh Nielsen bidrager de til at illustrere de eksistentielle dilemmaer, som moderne mennesker oplever ved at konkretisere de vigtigste livsværdier i samfundet som kampen mellem det gode og det onde.